# 待庵
待庵（日语：／ Tai-an）是日本京都府大山崎町妙喜庵的安土桃山时代茶室。

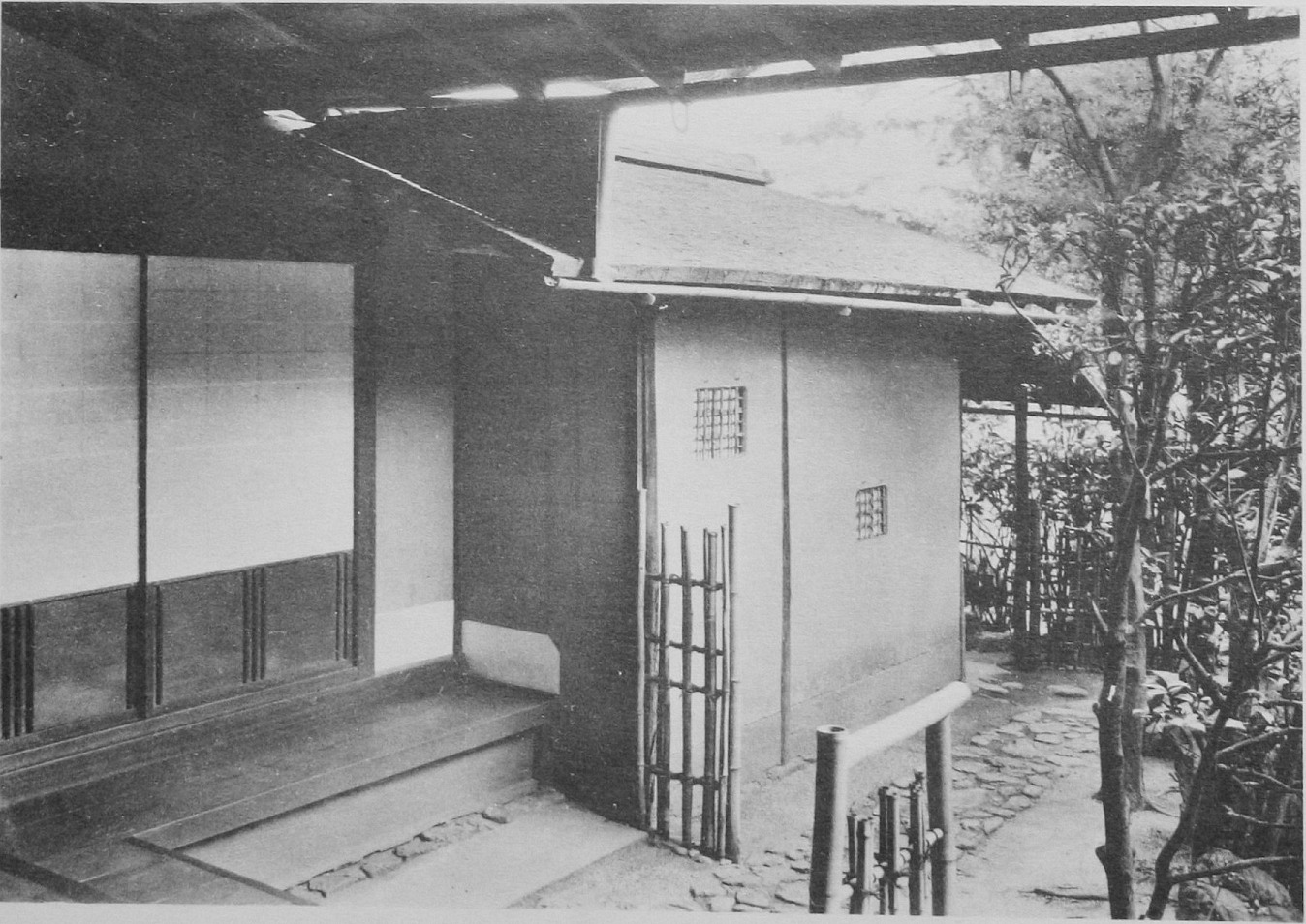
京都府妙喜庵的待庵

待庵由茶人千利休於1582年設計。同年織田信長死後，千利休獲任丰臣秀吉的茶人，當時秀吉在待庵一帶作戰，常在此品茶。人們常說待庵正是為此而造。
以最小型的茶室為例，其主要佈局包括一個主人用疊蓆與一個客人用疊蓆。在茶室與另一處建築相連的北側有床之間。據說南側入口設計得比平時大，以便讓秀吉穿盔甲進入。西側還有放有墊子的區域，上有放茶具的架子，天花板附近還掛有寫有茶室名稱的牌匾。
待庵是僅存的確為千利休設計之茶室，故獲指定為國寶。可預訂並支付入場費參觀。

### 引用
1. ↑  Anderson 1991，第36－37頁.
2. ↑  Kirby 1962，第197頁.
3. ↑  Fukukita 1932，第15頁.
4. ↑  Kirby 1962，第197－198頁.
5. ↑  . Visit Kyoto.   [2018-09-29]. （原始内容存档于2020-02-13）.

### 來源
- Fukukita, Yasunosuke. . Maruzen & Co. 1932.
- Kirby, John B. . Tokyo: Tuttle Publishing. 1962  [2022-05-25]. OCLC 512972. （原始内容存档于2022-05-25）.
- Anderson, Jennifer L. . Albany, New York: State University of New York. 1991.

## 延伸閱讀
- Floorplan, 3-D view, history, and extensive photos （页面存档备份，存于） - Columbia University

34°53′32″N 135°40′50″E / 34.89219°N 135.68050°E